# Laephotis botswanae
Laephotis botswanae (Setzer, 1971) è un Pipistrello della famiglia dei Vespertilionidi diffuso in Africa centrale, Africa orientale, Africa meridionale,

## Descrizione

### Dimensioni
Pipistrello di piccole dimensioni, con la lunghezza della testa e del corpo tra 47 e 55 mm, la lunghezza dell'avambraccio tra 30 e 39 mm, la lunghezza della coda tra 39 e 47 mm, la lunghezza del piede tra 7 e 8 mm, la lunghezza delle orecchie tra 17 e 22 mm e un peso fino a 8 g.

### Aspetto
La pelliccia è lunga, soffice e leggermente arruffata sulla groppa. Le parti dorsali sono bruno-rossastre, marroni scure o marroni chiare con la base dei peli più scura, mentre le parti ventrali sono color crema sul mento, più chiare sulla gola e bianche sull'addome. Il muso è privo di peli e marrone. Le orecchie sono marroni chiare, triangolari, con la base allargata, la punta arrotondata e i margini interni molto vicini tra loro sulla fronte ma mai uniti. Possono essere tenute erette sulla testa o piegate lateralmente ad angolo retto con il capo. Il trago è curvato in avanti, con la punta arrotondata, il margine interno convesso, quello esterno concavo e con un lobo basale. Le membrane alari sono marroni scure con i bordi posteriori biancastri. La coda è lunga ed inclusa completamente nell'ampio uropatagio, il quale è chiaro e semi-trasparente. Il cariotipo è 2n=34 FNa=50.

## Biologia

### Comportamento
Si rifugia probabilmente sugli alberi, tra le cortecce staccate. Può effettuare manovre complesse come virate strette e alzarsi in volo dal suolo. Entra in uno stato di torpore durante il giorno a temperature tra 21 e 24 °C. In cattività sono stati osservati abbeverarsi durante la notte.

### Alimentazione
Si nutre di Coleotteri, Lepidotteri, Tricotteri nella stagione secca e di Lepidotteri in quella più calda, catturando le loro prede in volo, a circa 1-3 metri dal suolo, su acquitrini, torrenti e stagni.

### Riproduzione
Femmine in allattamento sono state catturate in dicembre, altre che avevano appena terminato l'allattamento in febbraio, mentre altre sessualmente inattive sono state osservate in gennaio. Le femmine potrebbero non raggiungere la maturità sessuale fino al secondo anno.

## Distribuzione e habitat
Questa specie è diffusa nella Repubblica Democratica del Congo meridionale, Tanzania sud-occidentale, Malawi, Angola sud-occidentale, Zambia nord-occidentale, Zimbabwe, Namibia nord-orientale, Botswana nord-occidentale e Sudafrica settentrionale e sud-orientale.
Vive in boschi ripariali e savane alberate, talvolta associati ad ammassi rocciosi. Nel Malawi è stata osservata in foreste sempreverdi sub-montane tra 1.520 e 1.700 metri di altitudine, in boschi di Miombo, fattorie e boschi ripariali in prossimità di colline rocciose, dighe, torrenti e acquitrini a circa 1.000 metri di quota. Può frequentare anche parchi cittadini.

## Conservazione
La IUCN Red List, considerato il vasto areale e la popolazione presumibilmente numerosa, classifica L.botswanae come specie a rischio minimo (Least Concern)).